# کلاه‌کج (سلسله)
کلاه‌کج نام روستایی  درکشور ایران واقع دراستان لرستان  بخش مرکزی شهرستان الشتر که در دهستان یوسف‌وند واقع شده‌است. کلاه‌کج ۱۴۵ نفر جمعیت دارد.